# Kris Vernarsky
Kris Vernarsky (Detroit, 5 aprile 1982) è un ex hockeista su ghiaccio statunitense.
Ha giocato in NHL con la maglia dei Boston Bruins, ma perlopiù ha giocato nelle minors: American Hockey League (Providence Bruins), United Hockey League (Motor City Mechanics, Chicago Hounds e Port Huron Flags), International Hockey League (Port Huron Icehawks) e ECHL (Florida Everblades e Wheeling Nailers).
Con la maglia degli Stati Uniti under 20 ha disputato due mondiali di categoria.